# Гысково
Гысково (болг. Гъсково) — село в Болгарии. Находится в Кырджалийской области, входит в общину Кырджали. Население составляет 87 человек.

## Политическая ситуация
В местном кметстве Скалиште, в состав которого входит Гысково, должность кмета (старосты) исполняет Апти Сюлейман Халил (Движение за права и свободы (ДПС)) по результатам выборов.
Кмет (мэр) общины Кырджали — Хасан Азис (Движение за права и свободы (ДПС)) по результатам выборов.